# Akiko Kurabayashi
Akiko Kurabayashi (倉林 明子, Kurabayashi Akiko), née le 3 décembre 1960 à Nishiaizu, est une infirmière et femme politique japonaise, représentant la préfecture de Kyoto à la Chambre des conseillers du Japon pour le Parti communiste japonais.

## Jeunesse, études et carrière pré-électorale
Kurabayashi naît le 3 décembre 1960 à Nishiaizu. Après une carrière d'infirmière, elle rejoint le conseil municipal de la ville de Kyoto en 1995.

## Carrière électorale
Kurabayashi se présente aux élections à la Chambre des conseillers du Japon de 2013, sous l'investiture du Parti communiste japonais, dans la circonscription électorale de Kyoto. Elle est élue à la suite de ce scrutin, devenant la première élue communiste à Kyoto depuis quinze ans, après une campagne difficile, rencontrant une opposition virulente de la part du Parti démocrate japonais.
Au sein du Parti communiste japonais, Kurabayashi est nommée directrice du comité pour l'égalité des sexes.
Elle est candidate à sa succession en 2019 lors des élections de la même année et parvient à conserver son siège. En 2024, Kurabayashi annonce être candidate à sa réélection en vue des prochaines élections de la Chambre des conseillers de 2025.

## Prises de position
Comme la majorité des conseillers communistes, Akiko Kurabayashi s'oppose à une révision de la constitution du Japon. Elle est également opposée à l'utilisation de l'énergie nucléaire, qu'elle soit militaire ou civile, et souhaite favoriser grandement les énergies renouvelables.
Sur le plan social, elle est pour l'instauration de quotas afin de favoriser l'accès des minorités à certains postes, et se déclare favorable à la légalisation du mariage homosexuel au Japon,. Elle est aussi une fervente opposante à la peine de mort, toujours utilisée au Japon.
Kurabayashi s'oppose également fermement à la réforme japonaise des retraites de 2016, estimant qu'elle est très dommageable pour les intérêts du peuple japonais. Elle se bat en outre pour revaloriser les pensions accordées aux femmes seules.